# Bunei

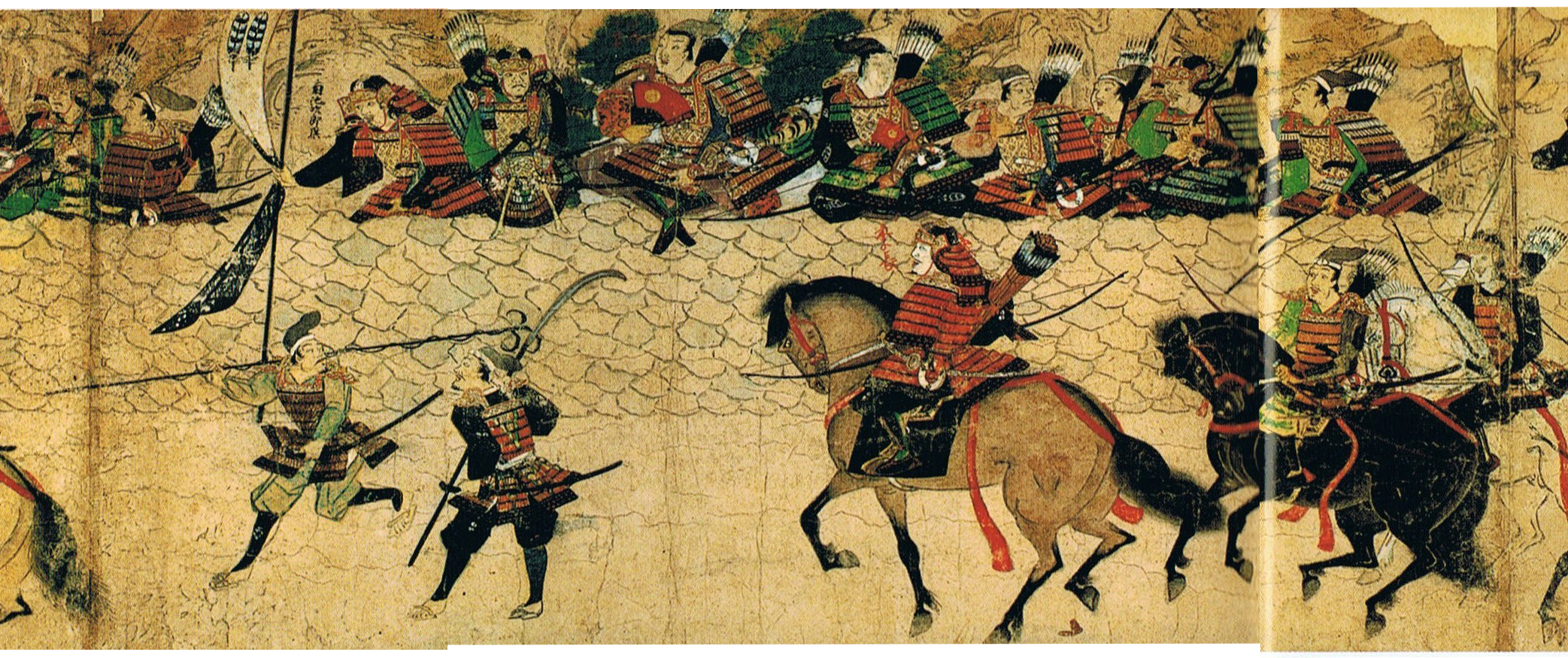
Det första mongoliska invasionsförsöket stoppas vid Hakata-muren på Kyushu år bunei 11 (1274).

Bunei (japanska: 文永?, Bun'ei), 28 februari 1264–25 april 1274, är en period i den japanska tideräkningen. Kejsare var Kameyama och Go-Uda. Shoguner var prins Munetaka och prins Koreyasu.
Namnet på perioden hämtades från ett citat ur det kinesiska historieverket Hou Hanshu
Under bunei-periodens sista år skedde det första mongoliska invasionsförsöket på Japan, det så kallade Bunei-slaget. Mongolerna gjorde ett misslyckat landstigningsförsök i Hakatabukten nära Fukuoka på Kyushu, men tvingades retirera och så småningom återvända till Korea.
Perioden avslutades strax efter att kejsare Go-Uda tagit över tronen från Kameyama.